# День Заменгофа
День Заменгофа (эсп. Zamenhofa Tago) — самый торжественный праздник среди эсперантистов. Отмечается 15 декабря в честь дня рождения создателя эсперанто Людвига Заменгофа.
День Заменгофа как всеобщий праздник эсперантистов начали отмечать в 20-х годах XX века по инициативе венгерского эсперантиста Дьюла Баги.

## Празднования
В этот день и в дни недели Заменгофа эсперантисты всего света традиционно устраивают эсперанто-встречи и дарят подарки друг другу. В качестве подарков обычно выступают эсперанто-книги. Помимо самого празднования эсперантисты посещают связанные с эсперанто-культурой места, такие как монументы Заменгофа (например, памятник создателю эсперанто в Одессе), читают лекции об эсперанто и его создателе.

## Альтернатива дню Заменгофа
Некоторые эсперантисты взамен празднования дня рождения Заменгофа предложили отмечать 15 декабря как День эсперанто-литературы (или День эсперанто-книги).
Международная эсперанто-организация Esperanta Civito определяет этот день как День эсперанто-культуры.

## 2009 год
15 декабря 2009 года по всему свету прошли торжества в честь 150-летия со дня рождения Л. Заменгофа.
В Белостоке, городе, где родился Заменгоф, был открыт новый Заменгоф-центр. Google в этот день украсил свою страничку флагом Эсперанто. Статьи про эсперанто и Заменгофа в Википедии посетило более 2 миллионов пользователей.